# مصطفی عبدالحفیظ
مصطفی عبدالحفیظ (انگلیسی: Mostafa Abdulhafidh؛ زادهٔ ۲۱ سپتامبر ۱۹۸۷) بازیکن فوتبال اهل مصر است. او درحال‌حاضر در باشگاه ورزشی السیلیه مصر بازی می‌کند.